# Ишков, Илья Игоревич
Илья́ И́горевич Ишко́в (род. 25 мая 2005, Екатеринбург) — российский футболист, полузащитник и крайний нападающий клуба «Урал».

## Биография
Начинал заниматься футболом в родном Екатеринбурге, выступая за спортивную школу «ВИЗ». С 2019 года стал выступать в первенствах за различные команды «Академии ФК Урал» по возрастам.
В сезоне 2021/22 начал привлекаться в молодёжную команду «Урала». Дебютировал 11 марта 2022 года в матче 19-го тура молодёжного первенства против тульского «Арсенала» (3:1), выйдя в стартовом составе и оформив дубль. По итогам сезона в МФЛ провёл 7 матчей и забил 3 мяча.
10 сентября 2022 года впервые вышел на поле за фарм-клуб «Урал-2» в матче второй лиги России против «Новосибирска» (1:2), появившись с первых минут встречи.
3 июня 2023 года дебютировал за основную команду «Урала» в заключительном домашнем матче 30-го тура чемпионата России против «Сочи» (1:0), выйдя на поле на 79-й минуте вместо Александра Юшина. Спустя 10 минут заработал угловой, подал его, и после удара Алексея Каштанова в створ, Андрей Егорычев добил мяч в ворота, забив единственный гол встречи. Первую свою голевую передачу отдал с углового в матче 2-го тура группового этапа Кубка России против «Ростова» (1:0). 29 октября 2023 года забил первый гол за «Урал» в ворота «Динамо» (1:2). 27 июля 2024 года забил свой второй гол за «Урал» в ворота новороссийского «Черноморца».

## Личная жизнь
Брат Иван (род. 1999) — вратарь мини-футбольного клуба «Синара», обладатель Кубка России 2022/23 и бронзовый призёр чемпионата России 2022/23.

## Статистика выступлений
| Выступление      | Выступление      | Выступление      | Лига | Лига | Кубки | Кубки | Итого | Итого |
| Клуб             | Лига             | Сезон            | Игры | Голы | Игры  | Голы  | Игры  | Голы  |
| ---------------- | ---------------- | ---------------- | ---- | ---- | ----- | ----- | ----- | ----- |
| Урал             | Премьер-лига     | 2022/23          | 1    | 0    | 0     | 0     | 1     | 0     |
| Урал             | Премьер-лига     | 2023/24          | 11   | 0    | 4     | 0     | 15    | 0     |
| Урал             | Итого            | Итого            | 12   | 0    | 4     | 0     | 16    | 0     |
| → Урал-2         | Вторая лига      | 2022/23          | 10   | 0    | —     | —     | 10    | 0     |
| → Урал-2         | Итого            | Итого            | 10   | 0    | —     | —     | 10    | 0     |
| Всего за карьеру | Всего за карьеру | Всего за карьеру | 22   | 0    | 4     | 0     | 26    | 0     |